# 中名駅
中名駅（なかみょうえき）は、鹿児島県鹿児島市喜入中名町にある、九州旅客鉄道（JR九州）指宿枕崎線の駅である。

## 歴史
- 1934年（昭和9年）5月20日：鉄道省指宿線（現・指宿枕崎線）の駅として開設[1]。旅客営業のみ[1]。
- 1943年（昭和18年）11月15日：一般駅化[1]。
- 1962年（昭和37年）8月20日：貨物取扱廃止[1]。
- 1963年（昭和38年）10月31日：指宿線が指宿枕崎線へ改称、同線の駅となる[1]。
- 1983年（昭和58年）3月8日：指宿枕崎線CTC化に伴い、無人駅化[3]。荷物扱い廃止[4]。
- 1987年（昭和62年）4月1日：国鉄分割民営化に伴い、九州旅客鉄道（JR九州）の駅となる[1]。
- 2012年（平成24年）12月1日：ICカード「SUGOCA」の利用が可能となる[5]。
- 2020年（令和2年）5月30日：駅遠隔案内システム（Smart Support Station）「ANSWER」導入[2][6]。

## 駅構造
島式ホーム1面2線を有する列車交換可能な地上駅。駅出入口とホームは構内踏切で連絡している。踏切には遮断機が設置されていないため、横断する際には列車の往来に注意が必要。
無人駅。IC乗車カード「SUGOCA」が利用可能で（相互利用可能ICカードはSUGOCAの項を参照）、簡易SUGOCA改札機が設置されている。SUGOCA販売、及びチャージ取扱は行っていない。
降車客のICカード以外の普通乗車券は駅集札箱に投入、または車掌が回収する。
簡易自動券売機（ICカード非対応）が設置されている。トイレは無い。

### のりば

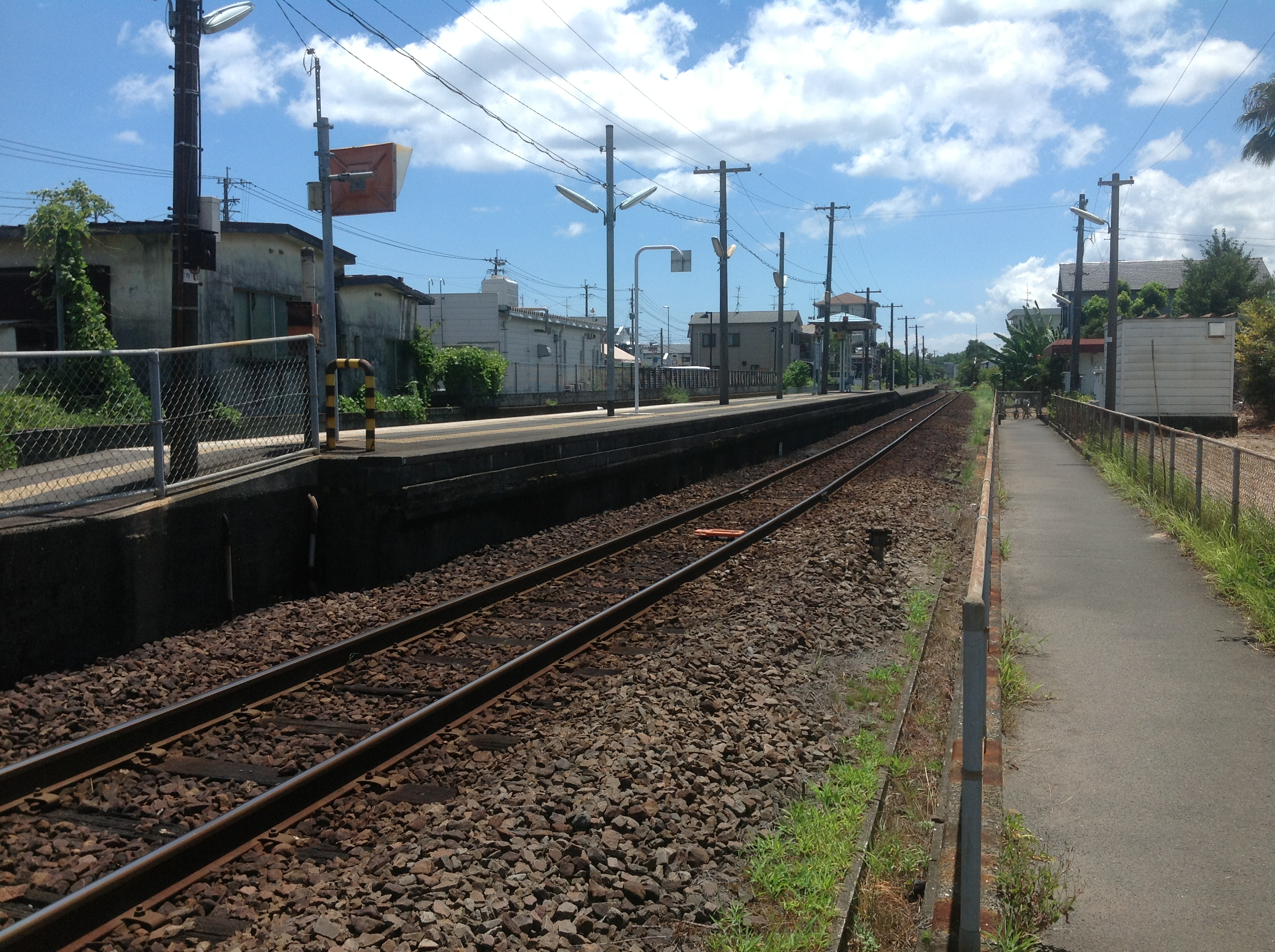
構内踏切からホームを望む（指宿駅方面）

| 番線 | 路線        | 方向 | 行先           |
| ---- | ----------- | ---- | -------------- |
| 1    | ■指宿枕崎線 | 上り | 鹿児島中央方面 |
| 2    | ■指宿枕崎線 | 下り | 指宿・枕崎方面 |

## 利用状況
- 2015年度の1日平均乗車人員は165人である。

| 年度 | 1日平均 乗車人員 | 1日平均 乗降人員 |
| ---- | ---------------- | ---------------- |
| 2002 | 173              |                  |
| 2003 | 162              |                  |
| 2004 | 145              |                  |
| 2005 | 145              |                  |
| 2006 | 167              |                  |
| 2007 | 174              | 344              |
| 2008 | 183              | 361              |
| 2009 | 172              | 339              |
| 2010 | 169              | 334              |
| 2011 | 169              | 333              |
| 2012 | 164              | 323              |
| 2013 | 172              | 336              |
| 2014 | 163              | 320              |
| 2015 | 165              | 327              |

## 駅周辺
- ENEOS喜入基地（原油備蓄基地）
- 鹿児島市立中名小学校
- 中名簡易郵便局

## 隣の駅
九州旅客鉄道（JR九州）
■指宿枕崎線
■快速「なのはな」
通過
■普通
瀬々串駅 - 中名駅 - 喜入駅